# Tronchetto

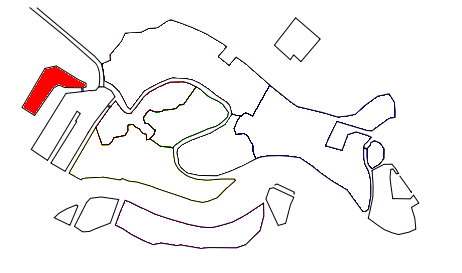
Tronchetto (červeně) na plánu města Benátky

Tronchetto (zvaný také Isola nuova, tj. Nový ostrov) je umělý ostrov v Benátské laguně. Má rozlohu 184 hektarů a je bez stálého lidského osídlení. Leží na západ od hlavního benátského ostrova a je součástí městské části Santa Croce. Byl vybudován v letech 1958–1962 podle projektu italského inženýra Eugenia Miozziho (1889–1979). Je spojen s italskou pevninou náspem Ponte della Liberta a slouží jako placené odstavné parkoviště pro automobily přijíždějící do Benátek (je na něm 3 957 parkovacích míst); cestující se odtud mohou dostat do centra města lodí nebo people moverem spojujícím ostrov s náměstím Piazzale Roma.